# وولف و فریدمن فیلم سرویس
وولف و فریدمن فیلم سرویس (انگلیسی: Woolf & Freedman Film Service) یک شرکت توزیع فیلم در بریتانیا بود.
این شرکت که توسط سی. ام. وولف تأسیس شده از سال ۱۹۱۹ تا ۱۹۳۴ فعالیت می‌کرده است.

## فیلم‌شناسی
- چهره سفید (۱۹۳۲) a.k.a. Edgar Wallace's White Face the Fiend
- گاه‌شماری (۱۹۳۱) released in the US as Bachelor's Folly
- تا سه نشه بازی نشه (۱۹۳۱)
- غارت (۱۹۳۱)
- گرگ‌ها (۱۹۳۰)
- پرواز (۱۹۲۹)
- شماره ۱۷ (۱۹۲۸)
- پیچاب (۱۹۲۸)
- سست‌عفاف (۱۹۲۸)
- پیروزی (۱۹۲۸)
- سحرگاه (۱۹۲۸)
- انحطاط (۱۹۲۷) a.k.a. When Boys Leave Home in the US
- مستأجر: داستان لندن مه‌آلود (۱۹۲۷)
- موش صحرایی (۱۹۲۶)
- عقاب کوهستان (۱۹۲۶)
- توتیای دریایی (۱۹۲۶) a.k.a. The Cabaret Kid
- سایه سفید (۱۹۲۴)
- زن به زن (۱۹۲۳)